# Opogona confinis
Opogona confinis är en fjärilsart som beskrevs av Turner 1926. Opogona confinis ingår i släktet Opogona och familjen äkta malar. Inga underarter finns listade i Catalogue of Life.